# Coelidium cymbifolium
Coelidium cymbifolium là một loài thực vật có hoa trong họ Đậu. Loài này được C.A.Sm. mô tả khoa học đầu tiên.